# Cowra Shire
Koordinaten: 33° 49′ S, 148° 42′ O

Cowra Shire ist ein lokales Verwaltungsgebiet (LGA) im australischen Bundesstaat New South Wales. Das Gebiet ist 2.808,8 km² groß und hat etwa 12.700 Einwohner.
Cowra liegt in der Region Central West etwa 200 km nördlich der australischen Hauptstadt Canberra und 330 km westlich der Metropole Sydney. Das Gebiet umfasst 16 Ortsteile und Ortschaften: Billimari, Cowra, Darbys Falls, Roseberg, Wattamondara, Woodstock und Teile von Bumbaldry, Canowindra, Garland, Godfreys Creek, Gooloogong, Koorawatha Lyndhurst, Mandurama, Neville und Wyangala. Der Sitz des Shire Councils befindet sich in Cowra, wo etwa 10.000 Einwohner leben.
In Canowindra findet jährlich ein Ballon-Festival, Marti’s Balloon Fiesta, statt, zu der mehr als 20.000 Besucher kommen. Es ist eines der Größten seiner Art in der südlichen Hemisphäre. Der Ort liegt etwa 33 km nördlich von Cowra und nennt sich „Ballooning Capital of Australia“.

## Verwaltung
Der Cowra Shire Council hat neun Mitglieder, die von den Bewohnern der LGA gewählt werden. Cowra ist nicht in Bezirke untergliedert. Aus dem Kreis der Councillor rekrutiert sich auch der Mayor (Bürgermeister) des Councils.